# 徐份
徐份（549年—570年），徐陵之子，南朝陈东海郡郯县人，出自东海徐氏。
徐份善作文章，年轻时有父风，九岁时撰成《梦赋》。开始担任秘书郎、太子舍人，转任豫章王主簿。出为海盐令，在海盐县有政绩，以政绩入为太子洗马。性情孝悌，父亲徐陵得病，他跪诵《孝经》，昼夜不息，徐陵病愈才停止。太建二年卒，时年二十二岁。